# Ministerstvo výstavby a regionálního rozvoje Slovenské republiky

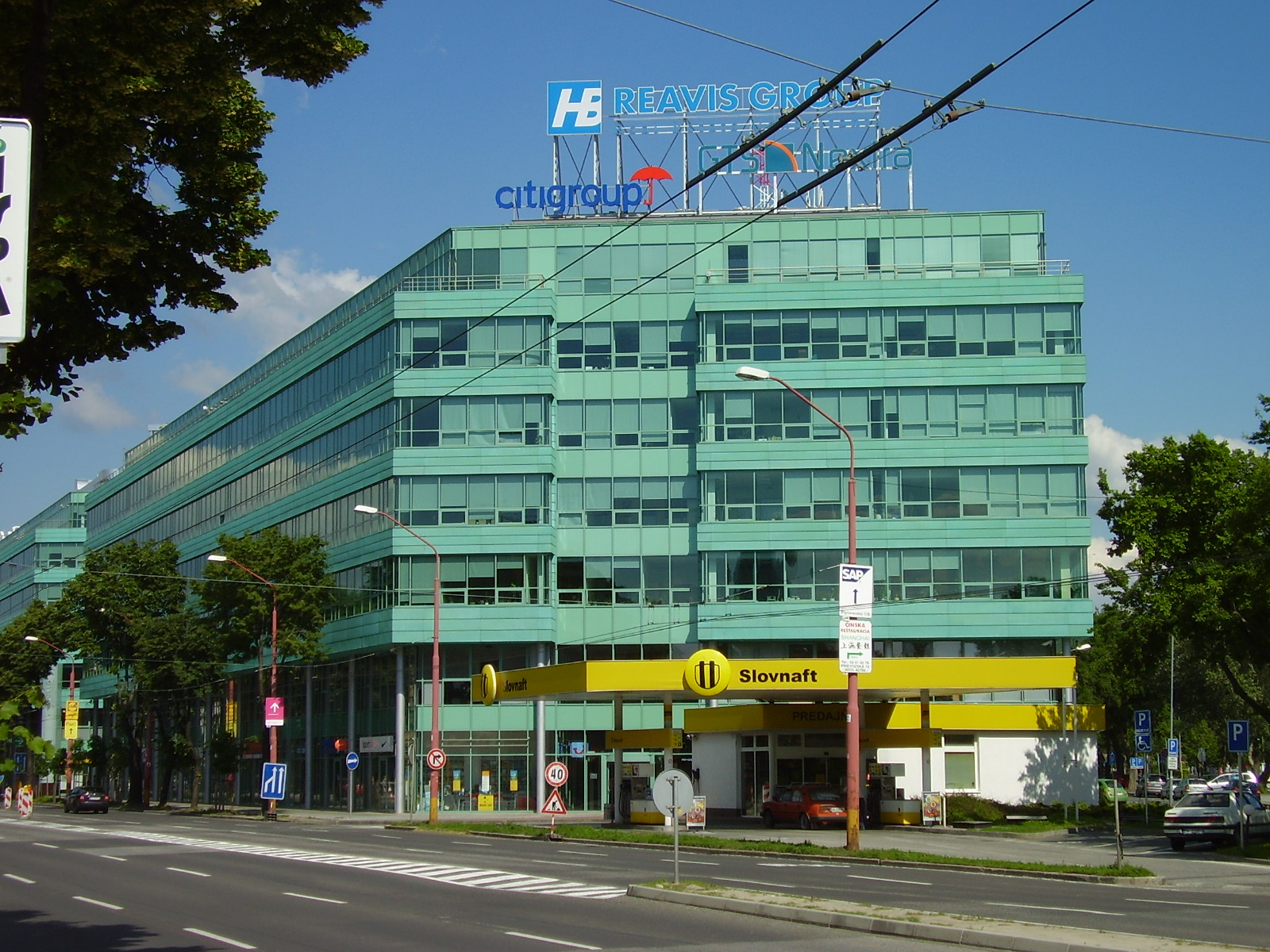
Apollo Business Center, sídlo ministerstva

Ministerstvo výstavby a regionálního rozvoje Slovenské republiky bylo jedno z ministerstev Slovenska. Ministerstvo naposledy sídlilo v Apollo Business Center v Bratislavě.
Ministerstvo bylo zřízeno na základě Zákona 74/1995 CFU pod názvem Ministerstvo výstavby a veřejných prací Slovenské republiky. Zákonem 293/1999 CFU bylo od 1. prosince 1999 přejmenováno.

## Působnost ministerstva
Ministerstvo výstavby a regionálního rozvoje SR bylo ústředním orgánem státní správy Slovenské republiky pro:
1. Veřejné práce,
2. Regionální rozvoj,
3. Stavební výrobu a stavební výrobky,
4. Stavební řád a územní plánování kromě ekologických aspektů.
5. Tvorbu a provádění bytové politiky,
6. Poskytování státní prémie k stavebnímu spoření.

## Ministr výstavby a regionálního rozvoje
Ministerstvo výstavby a regionálního rozvoje řídil a za jeho činnost odpovídal ministr výstavby a regionálního rozvoje, kterého jmenoval a odvolával prezident SR na návrh předsedy vlády SR.
Jako poslední byl vedením ministerstva dočasně pověřen Ján Mikolaj od 11. března 2010.

## Státní tajemník ministerstva výstavby a regionálního rozvoje
Ministra výstavby a regionálního rozvoje v době jeho nepřítomnosti zastupoval v rozsahu jeho práv a povinností státní tajemník. Ministr mohl státního tajemníka pověřit i v jiných případech, aby ho zastupoval v rozsahu jeho práv a povinností. Státní tajemník měl při zastupování ministra na jednání vlády poradní hlas. Státního tajemníka jmenovala a odvolávala vláda SR na návrh příslušného ministra.

## Zrušení ministerstva
Ministerstvo výstavby a regionálního rozvoje bylo k 1. červenci 2010 zrušeno zákonem č. 37/2010 Sb., Kterým se mění zákon č. 575/2001 Sb. o organizaci činnosti vlády a organizaci ústřední státní správy, ve znění pozdějších předpisů a jeho agenda byla rozdělena mezi Ministerstvo zemědělství, životního prostředí a regionálního rozvoje Slovenské republiky, Ministerstvo vnitra Slovenské republiky a Ministerstvo hospodářství a výstavby Slovenské republiky. O další čtyři měsíce na to, se 1. listopadu 2010 agenda znovu spojila pod Ministerstvem dopravy, výstavby a regionálního rozvoje Slovenské republiky.